# ميران بافلين
ميران بافلين (بالسلوفينية: Miran Pavlin)‏، من مواليد 8 أكتوبر 1971، لاعب كرة قدم سلوفيني.
لعب مع عدة أندية من ضمنها نادي أوليمبيا ونادي فرايبورغ الألماني ونادي أولمبياكوس نيقوسيا القبرصي ونادي بورتو البرتغالي.
و قد لعب مع منتخب سلوفينيا لكرة القدم في كأس العالم لكرة القدم 2002.

## روابط خارجية
- ميران بافلين على موقع الاتحاد الدولي (مؤرشف)  (الإنجليزية)
- ميران بافلين على موقع قاعدة بيانات كرة القدم.إي يو (الإنجليزية)
- ميران بافلين على موقع ناشيونال فوتبول تيمز (الإنجليزية)
- ميران بافلين على موقع Soccerway.com (الإنجليزية)